# 25677 Aaronenten
25677 Aaronenten è un asteroide della fascia principale. Scoperto nel 2000, presenta un'orbita caratterizzata da un semiasse maggiore pari a 2,2884734 au e da un'eccentricità di 0,1146286, inclinata di 6,18709° rispetto all'eclittica.
L'asteroide è dedicato allo studente statunitense Aaron Christopher Enten.